# Złącze m-s
Złącze m-s (metal-półprzewodnik) - złącze metalu z półprzewodnikiem powstałe poprzez pokrycie metalem płytki z półprzewodnika.
Złącze m-s może mieć jedną z 2 charakterystyk prądowo - napięciowych:
- liniową - złącze o charakterze omowym (opornościowym)
- nieliniową - złącze prostujące, tzw. „złącze Schottky’ego”

rodzaj charakterystyki jest zależny od relacji pracy wyjścia elektronu z metalu do półprzewodnika i na odwrót, oraz od koncentracji stanów powierzchniowych półprzewodnika.

## Uproszczony model złącza m-s
Jeśli praca wyjścia elektronu z metalu - Wm, jest mniejsza od pracy wyjścia elektronu z półprzewodnika typu „n”, to mamy do czynienia z charakterystyka omową złącza - 
elektrony przechodzą z metalu do półprzewodnika, powodując efekt większego domieszkowania na złączu co powoduje zagięcie pasm  „w dół” - (porównaj model pasmowy półprzewodnika) przeważa rezystancja półprzewodnika nad rezystancją złącza. W przeciwnym wypadku mamy do czynienia z charakterystyką nieliniową złącza, w którym elektrony przepływają do metalu, tworząc w półprzewodniku obszar zubożony, powodujący większą rezystancję złącza.
dla półprzewodnika typu „p” sytuacja jest odwrotna:
- Wm>Ws - liniowość złącza (charakter omowy)
- Wm<Ws - złącze nieliniowe (charakter prostujący)

Gdzie W to praca wyjścia elektronu, Wm z metalu, Ws z półprzewodnika (z ang. semiconductor).